# Instituto de Tecnologia do Paraná
Instituto de Tecnologia do Paraná (TECPAR) é uma empresa pública vinculada à Secretaria da Ciência, Tecnologia e Ensino Superior do Governo do Paraná, o Tecpar desenvolve atividades no âmbito da inovação tecnológica, sendo essa a sua principal vocação.
O Tecpar foi fundado em 1940 como Instituto de Biologia e Pesquisas Tecnológicas (IBPT), com o objetivo de realizar pesquisas para a produção agrícola e pecuária do Estado, tendo sido o primeiro centro de pesquisa científica e tecnológica do Paraná.
Participa também em iniciativas conjuntas com as instituições de ensino superior do Estado, presta serviços de extensão tecnológica às pequenas e médias empresas paranaenses e propicia interação de instituições da área da ciência, tecnologia e inovação, com a instalação de uma sede própria chamada Tecnocentro.
Um dos projetos da Tecpar, criado em 1989, é a Incubadora Tecnológica de Curitiba (INTEC), projetos este, com o intuito de criar e/ou desenvolver novas empresas e produtos na área de materiais e tecnologia.